# جيمي لويس (عازف باس)
جيمي لويس (بالإنجليزية: Jimmy Lewis)‏ هو عازف باس أمريكي، ولد في 11 أبريل 1918 في ناشفيل في الولايات المتحدة، وتوفي في 2000 في نيويورك في الولايات المتحدة.

## وصلات خارجية
- جيمي لويس على موقع ميوزك برينز (الإنجليزية)
- جيمي لويس على موقع أول ميوزيك (الإنجليزية)
- جيمي لويس على موقع أول ميوزيك (الإنجليزية)
- جيمي لويس على موقع ديسكوغز (الإنجليزية)